# ورگولیسا
ورگولیسا (به لاتین: Verguleasa) یک سکونتگاه مسکونی در رومانی است که در شهرستان اولت واقع شده‌است.

## خصوصیات
ورگولیسا ۳٬۴۸۸ نفر جمعیت دارد.